# 蟹坊主

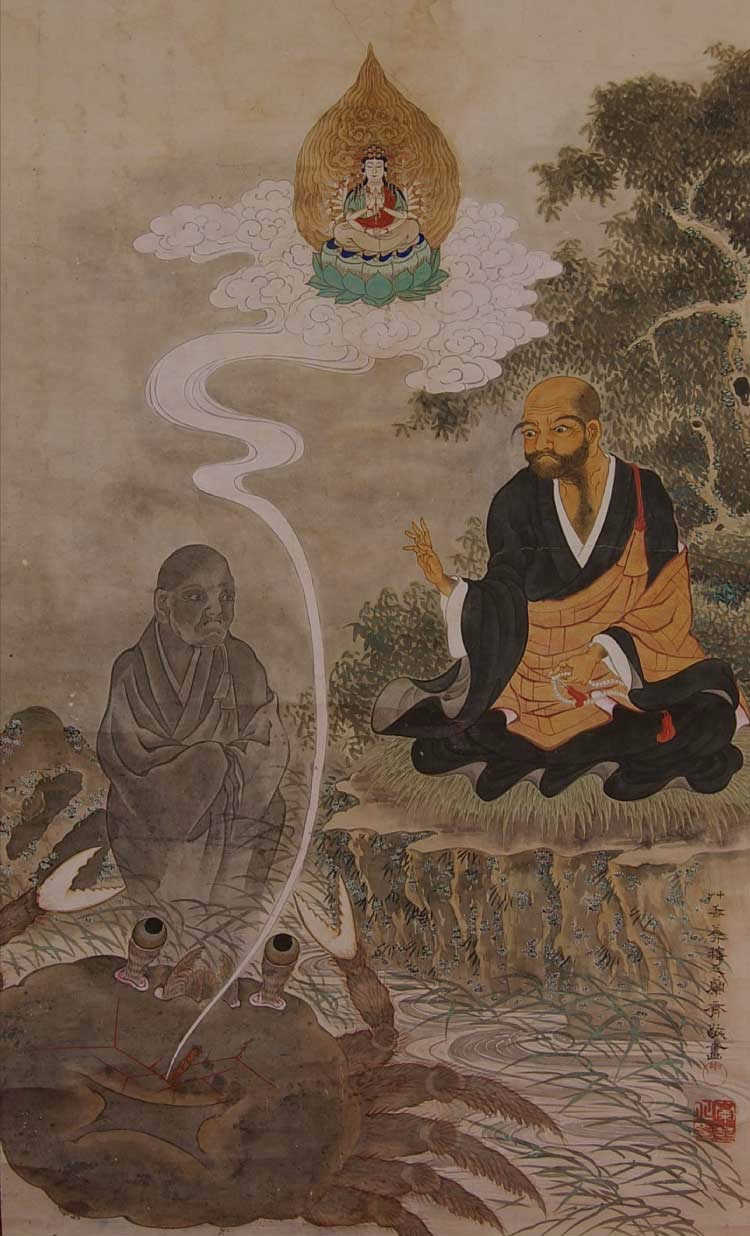
『救蟹傳說掛軸』長源寺藏

蟹坊主（かにぼうず）是日本各地寺院流傳的螃蟹妖怪，也稱作「化蟹」。內容大致上是投宿無人寺的僧人被正體不明者提出問答，僧人答出對方的真面目是螃蟹妖怪，並將妖怪殺死。

## 传说
山梨縣山梨市的長源寺有以下的傳說，雲水僧投宿甲斐國長源寺，詢問住持「兩足八足、橫行自在、兩目向天、是何者？」，回答不出答案的住持被雲水僧殺害。之後的幾任住持也同樣的死亡，寺廟逐漸荒廢。得知此事的旅行僧法印前往投宿，雲水僧再度出現並提出同樣的的問題，法印回答「螃蟹」並向其投擲獨鈷，雲水僧化為巨大的螃蟹，碎掉的殼中流出血來，落荒而逃。以後，此寺不再發生同樣的事。
另一說，法印投宿寺廟，半夜出現身長3公尺的怪僧提出問答，法印識破其真面目，怪僧被法印以獨鈷刺中後逃走，翌朝，法印和村人共同追蹤血跡，發現已經死亡的巨大的螃蟹。
和長源寺同樣，無人寺中的旅僧和化蟹之間的問答，最後妖怪被擊退的傳說，可見於石川縣珠洲市的永禪寺、富山縣小矢部市的本叡寺、岩手縣西磐井郡花泉町（現・一關市）等。類似的還有根據『播磨名所巡覽圖繪』，在播磨國（現・兵庫縣明石市），國道沿線的和坂（蟹坂）的弘法大師封印危害百姓的螃蟹。

## 脚注
1. ↑  丸山久子. 民俗学研究所編、柳田國男監修 , 编.  第1巻. 平凡社. 1955: 381.
2. ↑  人文社 2005，第69頁
3. ↑  . fruits.jp.   [2017-10-09]. （原始内容存档于2021-04-15）.
4. ↑  小倉学他. . 日本の伝説. 角川書店. 1976: 125–126.
5. ↑  石崎直義編著. . . 第一法規出版. 1976: 110–112.
6. ↑  金野静一・須知徳平. . 日本の伝説. 角川書店. 1980: 24–25.
7. ↑  西谷勝也. . 神戸新聞総合出版センター. 2000: 79. ISBN 978-4-343-00099-6.

## 關連項目
- 日本妖怪列表